# Wesmaelius constrictus
Wesmaelius constrictus là một loài côn trùng trong họ Hemerobiidae thuộc bộ Neuroptera. Loài này được Parfin miêu tả năm 1956.